# Тураханоглу Омер-бей
Турахан-оглу Омер-бей (греч. Ὀμάρης or Ἀμάρης; ум. после 1484) — крупный османский военный и государственный деятель, санджакбей Фессалии (1456—1459, с 1462) и Мореи (1458—1459). Участник многочисленных военных кампаний османских войск в правление Мурада II и Мехмеда II Фатиха.

## Биография

### Происхождение и семья
Омер был сыном известного предводителя акынджи и санджакбея Фессалии Турахан-бея (Турхан-бея). Как известно из завещания Турахан-бея, он в свою очередь являлся сыном первого османского губернатора Скопье Паши Йигита Бека (ум. 1413). Точна дата и место рождения Омера неизвестны. 
У Омера было три брата: Хизир-бей, Мехмед-бей, Ахмед-бей. Наиболее известен из них Ахмед, который некоторое время был санджакбеем Фессалии после смерти их отца в 1456 году; известно, что Ахмед совершил хадж, как и Турахан-бей.
У Омер-бея было два сына, Хасан и Идрис. Хасан упоминается как командующий корпусом акынджи в 1454 году, Идрис был известным среди современников поэтом. Семья Тураханогуллары проживала в Лариссе до XIX века и владела обширными поместьями. Потомки полководцев ничем не прославились, сохранились сведения лишь об одном из них — некоем Фаик-паше, бывшем бейлербеем Румелии. Он известен как взяточник и вымогатель и был обезглавлен в 1683 году в возрасте семидесяти лет.

### Войны против Византии
В 1444 году Омер участвовал в военной экспедиции своего отца Турахан-бея, санджакбея Фессалии, в Морее. В том же году Омер-бей возглавил рейд на Афинское герцогство, находившегося в зависимости от бывшего на тот момент деспотом Мореи Константина Палеолога. Вторжение Омера и победа турецких войск над крестоносцами в битве при Варне (1444) побудили афинского герцога Нерио II Акциайоли отправить посольство к султану и вновь признать себя его вассалом.
В 1446 году Омер-бей участвовал в карательном походе султана Мурада II против морейских деспотов, братьев Константина, Дмитрия и Фому Палеологов. Турки-османы сильно повредили стену Гексамилион и опустошили Морею, вынудив деспотов признать вассальную зависимость от Османской империи. В 1449 году, когда Константин Палеолог стал новым византийским императором и покинул Морею, его братья Дмитрий и Фома Палеологи начали враждовать друг другом из-за владений. В итоге их спор был урегулирован при посредничестве Константина Драгаша и Омер-бея.
В октябре 1452 года Омер и его брат Ахмед участвовали в новом военном походе своего отца Турахан-бея против Морейского деспотата. Поход был предпринят для того, чтобы Фома и Деметрий не оказали военной помощи Константину во время предстоящего захвата Константинополя турками. Османы вновь разрушили восстановленный Гексамилион. Подавив небольшое сопротивление византийцев, Турахан-бей разграбил Пелопоннес от Коринфа до Мессины. Ахмед-бей попал в засаду, был взят в плен византийцами и доставлен в Мистру. Падение Константинополя 29 мая 1453 года имело большой резонанс в Морее. Деспоты Дмитрий и Фома Палеологи продолжали своё соперничество и не пользовались популярностью среди подданных. Осенью того же года местные греки и албанские иммигранты подняли восстание против власти деспотов. Будучи вассалами султана, деспоты Дмитрий и Фома Палеологи обратились за помощью к османскому султану Мехмеду Фатиху. В декабре 1453 года Турахан-бей отправил в Морею войско под командованием сына Омер-бея. Несмотря на некоторые успехи, Омер не смог освободить своего брата Ахмеда из плена. В 1454 году сам Турахан-бей вместе с сыновьями вступил и Пелопоннес и подавил восстание, восстановив власть деспотов Дмитрия и Фомы Палеологов.
В 1456 году после смерти своего отца Турахан-бея Омер-бей сменил его на должности санджакбея Фессалии. В том же году Мехмед послал его на захват Афин. Афинский герцог Франческо II Акциайоли и его приближенные закрылись в Акрополе, где они находились в осаде два года, пока не капитулировали в июне 1458 года. В том же году султан Мехмед II предпринял поход в Морею, где деспоты Дмитрий и Фома Палеологи продолжали ссориться между собой и вели переговоры с европейскими государствами о помощи в борьбе против османов. Султан подавил византийское сопротивление у Гексамилиона и взял штурмом Акрокоринф, имевший стратегически важное значение. Морейские деспоты вынуждены были признать себя вассалами султана, и северо-восточная часть Мореи была включена в состав новообразованного османского санджака, первым санджакбеем которой стал Тураханоглу Омер-бей. В августе 1458 года Омер-бей сопровождал султана Мехмеда II в походе на Афины, во время которого султан поселился герцогском дворце в Пропилеях.
В 1459 году морейский деспот Фома Палеолог, рассчитывая на помощь из Италии, поднял мятеж против султана. Санджакбей Мореи Омер был отстранен от занимаемой должности из-за того, что не смог предотвратить этот мятеж. Некоторые современные историки предполагали, что сам Омер-бей поощрял это восстание. По султанскому указу в Морею прибыл Хамза-паша, который отстранил от должности и арестовал Омер-бея. Новым наместником стал лала Мехмеда, Заганос-паша. В 1460 году Омер-бей участвовал в последующей османской кампании против Фомы Палеолога, в результате которой Морейский деспотат был окончательно ликвидирован.
В 1461—1462 годах Омер-бей отличился во время войны против валашского господаря Влада III Дракулы. Он уничтожил 6 тысяч валахов и преподнес 2 тысячи отрубленных вражеских голов султану Мехмеду Фатиху. В качестве награды султан восстановил его в должности санджакбея Фессалии.

### Войны против Венеции
Раб-албанец, принадлежавшего турецкому коменданту Афин сбежал с суммой в 100 000 акче из Афин в Корон и пришёл к члену совета города Джироламо Валарессо. Они разделили деньги и Варессо дал рабу убежище. На требование османских чиновников вернуть раба, Варессо ответил отказом. В связи с этим инцидентом правительство Мехмеда II в лице великого визиря вело достаточно интенсивные переговоры с венецианскими посланниками, добиваясь выдачи виновных и компенсации. 2 марта 1461 года Никколо Сагундино был инструктирован в Сенате и снабжён 200 дукатами для подарков высшим чиновникам империи. В следующем году венецианским послом Паоло Барбариго были привезены три беглых раба, 30 000 акче в возмещение убытков и было обещано, что все чиновники, замешанные в деле будут наказаны. Это не удовлетворило полностью османов и в ноябре 1462 года Мехмед послал Омер-бея с отрядом напасть на Лепанто, но город устоял.
Пока летом 1463 года османская армия находилась в Боснии, венецианцы вторглись в Морею. Поводом к вторжению послужил захват Аргоса Омер-беем. К концу сентября вся Морея за исключением Мистры и Коринфа была в их руках, в начале осени они осадили Акрокоринф. Мехмед решил ответить на нападение незамедлительно, и на помощь осажденному османскому гарнизону из Боснии был послан Омер-бей, но он не смог пройти Гексамилион из-за венецианской артиллерии и малочисленности своего отряда. Мехмед сам выступил с армией в Морею. Великий визирь Махмуд-паша шёл в авангарде, Мехмед с армией следовал за ним. При прибытии Махмуда-паши Омер-бей выступил против продолжения военных действий, возобновлённых Махмудом-пашой, и предпочитал дождаться прибытия самого султана. Венецианцы не оказывали сопротивления и бежали ещё до подхода Махмуда-паши, только услышав о его приближении, их армия была ослаблена дизентерией. Турсун-бей сообщает, что был послан Махмудом-пашой к султану с вестью о бегстве неприятеля. В эту кампанию в очередной раз была разрушена стена Гексамилион, также османская армия сравняла с землёй многие крепости, включая Аргос. Заганос-паша был вновь назначен санджакбеем Мореи. Великий визирь Махмед-паша Ангелович отправил Омер-бея во главе армии в Южный Пелопоннес, чтобы отбить у венецианцев две крепости Корон и Модон. Омер-бей захватил множество пленных в районе двух крепостей, но с наступлением зимы отказался от крупных операций против венецианцев.
В августе 1464 года новый венецианский главнокомандующий в Морее Сиджизмондо Малатеста осадил крепость Мистру, которая раньше являлась столицей Морейского деспотата. Омер-бей со своей армией выступил против него и заставил его снять осаду с крепости. В течение следующего года война в Морее свелась к осаде турками отдельных крепостей. Омер-бей владел инициативой и успешно сражался против венецианцев и их сторонников. В конце лета 1466 года Омер-бей одержал две крупные победы над венецианцами. Во главе 12-тысячной армии он прибыл на помощь осажденному гарнизону в крепости Патры, разбив двухтысячное венецианское войско. Погибли 600 венецианцев вместе со своим командиром Яакопо Барбариго. Через несколько дней Омер-бей разбил второй венецианский экспедиционный корпус под командованием Витторе Капелло, который потерял убитыми более 1200 человек. Капелло сам едва спасся и скончался через несколько месяцев в марте 1467.
В 1470 году после завоевания в июле Мехмедом и Махмудом-пашой крепости Негропонте Омер-бей во главе 25-тысячной османской армии вступил в Морею и быстро завоевал Эгио. В 1473 году Омер-бей участвовал в военной кампании султана Мехмеда Фатиха против правителя Ак-Коюнлу Узун-Хасана, союзника Венеции на востоке. 1 августа 1473 года Хасс Мурад-паша попался на уловку Узун-Хасана и с частью авангарда османских войск перешёл Евфрат. Он сам погиб, все части, последовавшие за ним, были разгромлены, командиры попали в плен. Среди них был и Тураханоглу Омер-бей. Однако 11 августа того же года в битве при Отлукбели Узун-Хасан потерпел сокрушительное поражение от армии султана Мехмеда Фатиха и Омер-бей был освобождён. Осенью 1477 года Омер-бей был отправлен султаном в Словению для борьбы против венецианцев. Он устроил засаду и разгромил венецианскую армию под командованием капитан-генерала Джироламо Новелла. Омер-бей организовал разорительные набеги на венецианские территории в районах рек Соча, Пьяве и Тальяменте.
В 1478 году Омер-бей участвовал в осаде и взятии османской армией города Скутари в Албании. Это последняя кампания Омер-бея, упомянутая в источниках. Дата его смерти неизвестна, но он был ещё жив в 1484 году, поскольку его завещание датировано февралём этого года. Омер-бей похоронен в городе Трикала, административном центре Румелии, в окрестностях которого семья Турахан-бея имела владения.